# Nhlangano
Nhlangano là thành phố lớn thứ tư ở Eswatini. Đây là thủ phủ của vùng Shiselweni. Vào năm 2013, dân số của nó là 7.016 người. Thành phố trước đây được gọi là Goedgegun, nhưng tên được đổi thành Nhlangano, có nghĩa là "nơi gặp gỡ". Nhlangano nằm cạnh sông Ngwavuma. Vua George VI của Anh đã gặp vua Sobhuza tại thành phố vào năm 1947 để cảm ơn ông về nỗ lực trong Thế chiến thứ hai.

## Kinh tế
Nhlangano có một trung tâm y tế, một nhà tù, một sòng bạc và một Làng trẻ em SOS.